# Excorallana acuticauda
Excorallana acuticauda är en kräftdjursart som först beskrevs av Edward John Miers 1881.. 
Excorallana acuticauda ingår i släktet Excorallana och familjen Corallanidae. Artens utbredningsområde är Mexikanska golfen. Inga underarter finns listade i Catalogue of Life.